# Rotman (plaats)
Rotman is een plaats in Slovenië en maakt deel uit van de gemeente Juršinci in de NUTS-3-regio Podravska. De plaats telde 185 inwoners op 1 januari 2020.